# Loviatar
Loviatar – postać z mitologii fińskiej, występująca w epopei narodowej Finów, którą jest Kalevala. Pochodzi z krainy śmierci o nazwie Tuonela. Jest to stara, ślepa wiedźma, zapłodniona powiewami wiatru i strugami deszczu. Urodziła dziewięciu synów, z których każdy otrzymał imię choroby, na przykład Wrzód czy Krzywica. Loviatar jest córką Tuoni, bogini śmierci, a jej cechy zewnętrzne (zgrzybiałość, brzydota, ślepota), rysy charakteru (przewrotność, złośliwość) i prokreację (została zapłodniona podmuchami wiatru) wolno uważać za znaki więzi z siłami chaosu i destrukcji.
Loviatar jest również boginią bólu i cierpienia w Forgotten Realms – należącego do grupy światów związanych z RPG Dungeons & Dragons.